# José Luis Jorcano Noval
José Luis Jorcano Noval (Gijón, 1949) es un biólogo molecular asturiano. Aunque se formó como físico teórico y realizó su postdoctorado en el Instituto Max Planck en Alemania, finalmente sufrió su conversión de físico a biólogo molecular - atraído más por las formas reales de vida que por su formulación matemática.
Estudió en el gijonés Instituto Jovellanos, donde se le concede el Premio Jovellanos Habana en 1965. Fue Doctor cum laude en Ciencias Físicas por la Universidad Complutense de Madrid en 1976; y una vez dejado a un lado su formación en física teórica, pasa a dedicarse a la biología. 
Durante siete años (2002-2009) estuvo al frente de la Fundación Genoma de España, y aunque actualmente es director de la Unidad de Biomedicina Epitelial del Ciemat de Madrid; también forma parte desde el año 2010 como investigador jefe y profesor docente en el área de Ingeniería tisular y medicina regenerativa del grado de Ingeniería Biomédica de la Universidad Carlos III de Madrid.  
Su ámbito de trabajo se centra en el desarrollo de una técnica para el tratamiento de grandes quemados en colaboración con el Ciemat, Centro de Investigaciones Energéticas, Medioambientales y Tecnológicas de Madrid, Centro Comunitario de Sangre y Tejidos del Principado de Asturias y el hospital de Getafe. Es coinventor de ocho patentes, casi todas relacionadas con tecnologías aplicadas al mundo de la piel. La más importante de todas ellas ha sido, hasta ahora, el desarrollo de un método para producir piel humana en el laboratorio - técnica que trasciende en enero de 2004, aunque el grupo científico llevaba ya tres años aplicándola. Es por tanto, la investigación en la piel humana, lo que ha centrado al doctor Jorcano en los últimos años.
El 26 de mayo de 2011, la Asociación de Antiguos Alumnos del Instituto Jovellanos le nombra «Antiguo Alumno Distinguido» de dicho año «en atención a sus numerosos méritos académicos y a su gran prestigio internacional como profesional, principalmente en el campo de la Biología Molecular y Celular, con más de 150 publicaciones en las más prestigiosas revistas», según el jurado. El 22 de diciembre de 2011, el Ayuntamiento de Gijón pleno, por unanimidad, acuerda conceder la Medalla de Plata de la Villa 2012 a José Luis Jorcano Noval, cuyos méritos en el estudio de la biología molecular aplicada al programa médico de regeneración de tejidos representan el avance imparable de la medicina en todos los campos.
Jorcano ha sido también miembro de comités relevantes de proyectos de la Unión Europea en el área del genoma humano y de modelos animales y participado en la redacción de los Planes nacionales de Biotecnología y de Salud desde el año 2000 al 2007.
- Datos: Q5941417